# Liste der Monuments historiques in Salins (Seine-et-Marne)
Die Liste der Monuments historiques in Salins (Seine-et-Marne) führt die Monuments historiques in der französischen Gemeinde Salins auf.

## Liste der Bauwerke
| Bezeichnung          | Beschreibung | Standort | Kennzeichnung | Schutzstatus | Datum | Bild           |
| -------------------- | ------------ | -------- | ------------- | ------------ | ----- | -------------- |
| Kirche St-Apolinaire |              | (Lage)   | PA00087277    | Classé       | 1906  | weitere Bilder |

## Liste der Objekte
Zum Verständnis siehe: Kirchenausstattung
- Monuments historiques (Objekte) in Salins (Seine-et-Marne) in der Base Palissy des französischen Kultusministeriums